# Перегу-Маре
Перегу-Маре (рум. Peregu Mare) — село у повіті Арад в Румунії. Адміністративний центр комуни Перегу-Маре.
Село розташоване на відстані 451 км на північний захід від Бухареста, 32 км на захід від Арада, 58 км на північний захід від Тімішоари.

## Населення
За даними перепису населення 2002 року у селі проживала 901 особа.
Національний склад населення села:
| Національність | Кількість осіб | Відсоток |
| -------------- | -------------- | -------- |
| словаки        | 327            | 36,3%    |
| румуни         | 302            | 33,5%    |
| німці          | 78             | 8,7%     |
| чехи           | 68             | 7,5%     |
| українці       | 62             | 6,9%     |
| угорці         | 38             | 4,2%     |
| цигани         | 24             | 2,7%     |

Рідною мовою назвали:
| Мова       | Кількість осіб | Відсоток |
| ---------- | -------------- | -------- |
| румунська  | 339            | 37,6%    |
| словацька  | 310            | 34,4%    |
| німецька   | 72             | 8,0%     |
| чеська     | 67             | 7,4%     |
| українська | 49             | 5,4%     |
| угорська   | 42             | 4,7%     |
| циганська  | 20             | 2,2%     |

## Історія
Давня українська назва цього села — Німецький Перег. Українська громада Перегу-Маре — нащадки переселенців з історичного Закарпаття: Шариський комітат, сучасна Східна Словаччина. У 1903 р. Перегу-Маре в рамках своєї фольклористичної експедиції відвідав відомий український вчений Володимир Гнатюк. Основним оповідачем фольклору для В. Гнатюка в цьому селі був Осиф Гій. Зібрані матеріали науковець опублікував у 25 томі «Етнографічного Збірника» У 1971—1982 рр. слідами В. Гнатюка пройшов власною експедицією вчений Микола Мушинка, але зібрані ним матеріали поки неопубліковані.